# Lucía Teresa Hipólito Cubero
Lucía Teresa Hipólito Cubedo (València, 17 d'abril de 1982) és una farmacèutica valenciana. És Llicenciada en Farmàcia per la Universitat de València i actualment compagina docència a la Universitat de València, Facultat de Farmàcia, Departament de Farmàcia i Tecnologia Farmacèutica, com a professora ajudant doctora; i la recerca, dins del grup de Recerca del Tractament de l'Alcoholisme. Després de la seva llicenciatura en 2005, va iniciar el seu doctorat, aconseguint el títol de Doctora en farmàcia l'any 2011 obtenint el Premi Extraordinari de Doctorat, es quedà a la Universitat de València per exercir com a docent. Ha estat també investigadora postdoctoral des de 2011 fins a 2014 en el departament anesthesiology en Columbia University a Nova York als Estats Units. Quant a les seves activitats acadèmiques és professora Ajudant Doctora des de 2014 en el Departament de Farmàcia i Tecnologia Farmacèutica a la Universitat de València.

## Recerca
L'objectiu fonamental de la seva recerca és l'estudi dels mecanismes neurobiològics subjacents a l'addicció. Va realitzar la seva tesi doctoral sota la direcció dels Drs. Graner i Polache. En aquest període, va estudiar el paper dels metabòlits de l'etanol (Salsolinol) com a mediadors de les respostes neurofarmacològiques responsables dels fenòmens addictius de l'etanol. Fruit d'aquestes recerques va aconseguir un dels principals assoliments científics de la seva trajectòria: el reconeixement de la participació del Salsolinol en els efectes neurobiològics de l'etanol i el seu mecanisme d'acció a través de agonisme del receptor opioide mu. Aquests resultats, a més van permetre el desenvolupament d'una nova estratègia farmacològica per al tractament de la recaiguda en l'alcoholisme: l'ús de D-penicilamina com a agent segrestant del acetaldehído, impedint per tant, la formació de Salsolinol.
Durant la seva etapa com PhD a la Universitat de Cambridge i a la Universitat de Nova York (concretament en la de medicina i odontologia, la seu de la qual està en Nova Jersey) va entrar en contacte amb el projecte IMATGE (tracta de desenvolupar un model animal, en concret en rates, que permetés investigar la base biològica de l'addicció de l'Alcoholisme), passant a ser col·laboradora en el mateix.
Finalment, com a investigadora postdoctoral a la Universitat de Colúmbia (USA) sota la supervisió del Dr. J Morón, va treballar en diversos projectes de recerca centrats en l'addicció a opioides, mecanismes neurobiológicos de la tolerància i la neurobiología del dolor inflamatori. En aquest laboratori va desenvolupar els experiments que mostren com el dolor modifica els patrons de consum de l'heroïna a través d'alteracions en la transmissió dopaminèrgica del sistema mesolímbic. Aquest treball, es va publicar en 2015 en la revista The Journal of Neuroscience i va ser seleccionat per “Adiction” i guardonat com “hot topic poster” al congrés anual de la Society For Neuroscience en 2013.
També ha realitzat diverses publicacions en revistes internacionals. En un d'ells va descobrir, al costat del seu equip, una nova estratègia terapèutica per al tractament del dolor inflamatori. De fet aquesta recerca ha estat guardonada per trobar-se entre els 10 articles més citats de 2015 i també va ser publicada en diversos mitjans de comunicació.
A més de la seva activitat científica, també està compromesa amb la divulgació científica i amb temes d'igualtat d'oportunitats per a les dones en el camp de les ciències. Al març de 2016 va estar com convidada en el “Diàleg Dones i Ciència”, organitzat per l'Ajuntament de València dins dels actes de la celebració del Dia Internacional de la Dona.

## Publicacions
Entre les seves publicacions podem destacar:
- Inflammatory Pain Promotes Increased Opioid Self-Administration: Role of Dysregulated Ventral Tegmental Area μ Opioid Receptors.

Hipòlit L, Wilson-Poe A, Campos-Jurado I, Zhong I, Gonzalez-Romero J, Virag L, Whittington R, Menjar SD, Carlton SM, Walker BM, Bruchas MR, Morón JA.
J Neurosci. 2015 Sep 2; 35 (35): 12217-31. doi: 10.1523/JNEUROSCI.1053-15.2015.
- Morphine Regulated Synaptic Networks Revealed by Integrated Proteomics and Network Analysis.

Stockton SD Jr, Gomes I, Liu T, Moraje C, Hipòlit L, Jones MR, Dt.'ayan A, Morón JA, Li H, Devi LA. Mol Cell Proteomics. 2015 Oct; 14 (10): 2564-76. doi: 10.1074/mcp.M115.047977. Epub 2015 Jul 6.
- In vivo activation of the SK channel in the spinal cord redueixes the NMDA receptor antagonist dose needed to produeix antinociception in an inflammatory pain model.

Hipòlit L, Fakira AK, Cabañero D, Blandón R, Carlton SM, Morón JA, Melyan Z. Pain. 2015 May;156(5):849-58. doi: 10.1097/j.pain.0000000000000124.